# Никольское (Москва, запад)
Нико́льское — бывшая деревня к западу от Москвы, в 1960 году вошедшая в её состав.
В XIX веке деревня входила в Голенищевскую волость Московского уезда. С 1929 года — в Кунцевский район Московской области.

## Население
Динамика населения деревни Никольское:
| Год     | 1852 | 1859 | 1890 | 1899 | 1926 |
| ------- | ---- | ---- | ---- | ---- | ---- |
| Жителей | 419  | 500  | 567  | 721  | 844  |

## География
Село было расположено на подмосковной речке Самородинке (Смородиновке или Селятинке), на территории современного Западного Административного округа Москвы. С восточной стороны село примыкало к улице Коштоянца, а с южной — к улице Лобачевского.

## История
Поселение появилось во второй половине XVII века. Тогда после эпидемии моровой язвы 1655 года, прокатившейся по окрестным деревням, сюда были поселены славяне белорусско-польского происхождения. Некоторое время деревня Никольское была во владениях патриарха, затем перешла в собственность государства.
По сведениям историка И. Е. Забелина, во второй половине XVII века село упоминается ещё как деревня «Никольское, что была прежде Телятино, на речке Селятинке, как стала прозываться в этой деревне речка Раменка». На картах XVIII века Никольское уже обозначается как село; там была построена церковь Николая Чудотворца, по которой село позднее и получило своё название (церковь стояла на том месте, где потом в советское время проходила Юхновская улица; до вхождения села Никольское в состав Москвы Юхновская улица называлась Московской улицей). По Юхновской улице проходила часть маршрута 120-го автобуса московского городского транспорта.
В конце XIX века село вновь упоминается как деревня «Никольская» (восьмого уряда Голенищевской волости), «близ Боровской дороги при речках Очаковке и Раменке», в «пяти верстах от Смоленского шоссе». Крестьяне были небогатыми, в основном сажали огороды на продажу в Москву. Следы их огородов до сих пор видны, по всей территории парка обнаруживаются кусты хаотично растущего хрена.
После 1917 года село Никольское стало центром Никольского сельсовета, в состав которого вошла также деревня Никулино. В селе был организован колхоз.
В августе 1960 года Никольское и прилегающие территории включены в черту Москвы, сначала в Ленинский, а в 1968 году в Гагаринский район города Москвы. Улицы села стали называться Юхновская, Староникольская и Новоникольская. Населённый пункт Никольское в составе Москвы обслуживало 454-е отделение связи (117454 или В-454), которое сегодня располагается в доме 33 по улице Коштоянца.
К моменту строительства Олимпийской деревни в 1979—1980 годах деревенская застройка Никольского была практически вся снесена. К тому моменту в Никольском проживало около 500 человек и было 157 домов. Сейчас о существовании бывшей деревни напоминают сохранившиеся старые яблони и груши рядом с улицей Лобачевского и близ прудов Олимпийской деревни.

## Знаменитые уроженцы
- Леонид Агутин (1968) — российский певец, композитор, музыкант, автор песен, аранжировщик, режиссёр; заслуженный артист Российской Федерации.
- Алексей Чадов (1981) — российский актёр театра, кино и телевидения, кинорежиссёр и сценарист.